# Epitoxasia gomyi
Epitoxasia gomyi är en skalbaggsart som beskrevs av Tomas Lackner och Vienna 2005. Epitoxasia gomyi ingår i släktet Epitoxasia och familjen stumpbaggar. Inga underarter finns listade i Catalogue of Life.